# Монетный акт США 1792 года
Монетный акт 1792 года — законодательный акт, принятый Конгрессом США 2 апреля 1792 года, определявший законодательную основу чеканки денег в США. 8 мая 1792 года был подписан президентом Джорджем Вашингтоном. Особенностью акта было то, что, в отличие от других стран, была введена система, при которой 1 доллар был равен 100 центам. Так например, в Великобритании 1 фунт стерлингов был равен 20 шиллингам или 240 пенсам; во Франции 1 ливр составлял 20 су или 240 денье. Введение десятичной системы при чеканке монет было весьма прогрессивным на то время.

## Содержание
Согласно монетному акту было разрешено чеканить следующие монеты:
| Орёл             | $10    | 247+4⁄8 грана (16,0 г) чистого или 270 гранов (17,5 г) стандартного золота    |
| Пол-орла         | $5     | 123+6⁄8 грана (8,02 г) чистого или 135 гранов (8,75 г) стандартного золота    |
| Четверть орла    | $2,50  | 61+7⁄8 грана (4,01 г) чистого или 67+4⁄8 грана (4,37 г) стандартного золота   |
| Доллар           | $1     | 371+4⁄16 грана (24,1 г) чистого или 416 гранов (27,0 г) стандартного серебра  |
| Полдоллара       | $0,50  | 185+10⁄16 грана (12,0 г) чистого или 208 гранов (13,5 г) стандартного серебра |
| Четверть доллара | $0,25  | 92+13⁄16 грана (6,01 г) чистого или 104 гранов (6,74 г) стандартного серебра  |
| Дайм             | $0,10  | 37+2⁄16 грана (2,41 г) чистого или 41+3⁄5 грана (2,70 г) стандартного серебра |
| Полдайма         | $0,05  | 18+9⁄16 грана (1,20 г) чистого или 20+4⁄5 грана (1,35 г) стандартного серебра |
| Цент             | $0,01  | 264 грана (17,1 г) меди                                                       |
| Полцента         | $0,005 | 132 грана (8,55 г) меди                                                       |

Согласно акту было определено, что стоимость чистого золота к чистому серебру соотносится как 1 к 15. Стандартным золотом считалось 91,67 % (11 частей чистого золота и 1 часть примеси). Стандартное серебро определялось как 1485 частей чистого серебра и 179 частей меди, или 89,24 % серебро.
Также монетным актом 1792 года законодательно устанавливались особенности монет. К ним относились:
- на аверсе должно находиться изображение символизирующее Свободу и надпись «LIBERTY»
- на реверсе золотых и серебряных монет должно находиться изображение белоголового орлана — геральдического символа США и надпись «UNITED STATES OF AMERICA»
- на реверсе медных монет должно находиться обозначение номинальной стоимости монеты

В акте также прописывалось, что любой человек может свободно обменять золотой или серебряный слиток на аналогичное (по весу) количество монет.